# Val d'Ayas
Le val d'Ayas est une vallée latérale de la Vallée d'Aoste, située au nord de Verrès.
Ce toponyme est assez récent, lié à la diffusion du tourisme dans la haute partie de la vallée. Traditionnellement, il est appelé val Challant.
La construction de la route carrossable reliant Verrès à Champoluc a été entamée en 1887 et achevée en 1894.

## Géographie
Le val d'Ayas jouxte au nord le Valais, à l'est la vallée du Lys et à l'ouest le Valtournenche.

### Communes du Val d'Ayas
- Challand-Saint-Victor, qui donna son nom à la célèbre maison de Challant, la plus importante famille nobiliaire valdôtaine, aujourd'hui éteinte ;
- Challand-Saint-Anselme, une commune verdoyante située à 1 040 mètres ;
- Brusson, connu pour le château de Graines et pour les mines de Chamoursière ;
- Ayas, chef-lieu de la vallée, composé par deux hameaux principaux, Antagnod et Champoluc.

### Sommets principaux
L'extrémité du val d'Ayas est formée par quatre sommets principaux, faisant partie du mont Rose :
- Breithorn - 4 165 mètres ;
- Roche Noire - 4 074 mètres ;
- Castor - 4 221 mètres ;
- Pollux - 4 091 mètres.

D'autres sommets sont :
- Grand Tournalin - 3 379 mètres ;
- Mont Roisettaz - 3 334 mètres ;
- Tête Grise (en allemand Grauhaupt) - 3 314 mètres ;
- Tête Rouge (en allemand Rothorn) - 3 152 mètres ;
- Mont Néry - 3 075 mètres ;
- Mont de Boussolaz - 3 023 mètres ;
- Bec de Nannaz - 3 010 mètres, sommet panoramique, où chaque 14 août a lieu une procession en souvenir des alpinistes disparus ;
- Mont Dzerbion - 2 722 mètres.

### Cours d'eau
L'Évançon est le cours d'eau principal. Il naît du Grand glacier de Verraz.
Parmi les canaux (rûs) artificiaux, il faut signaler le rû Courthod, qui conduit les eaux du torrent du vallon de Courthod jusqu'au col de Joux, et ensuite jusqu'à Saint-Vincent, mesurant 25 kilomètres de long.

### Lacs
- Lac Bleu

### Cols

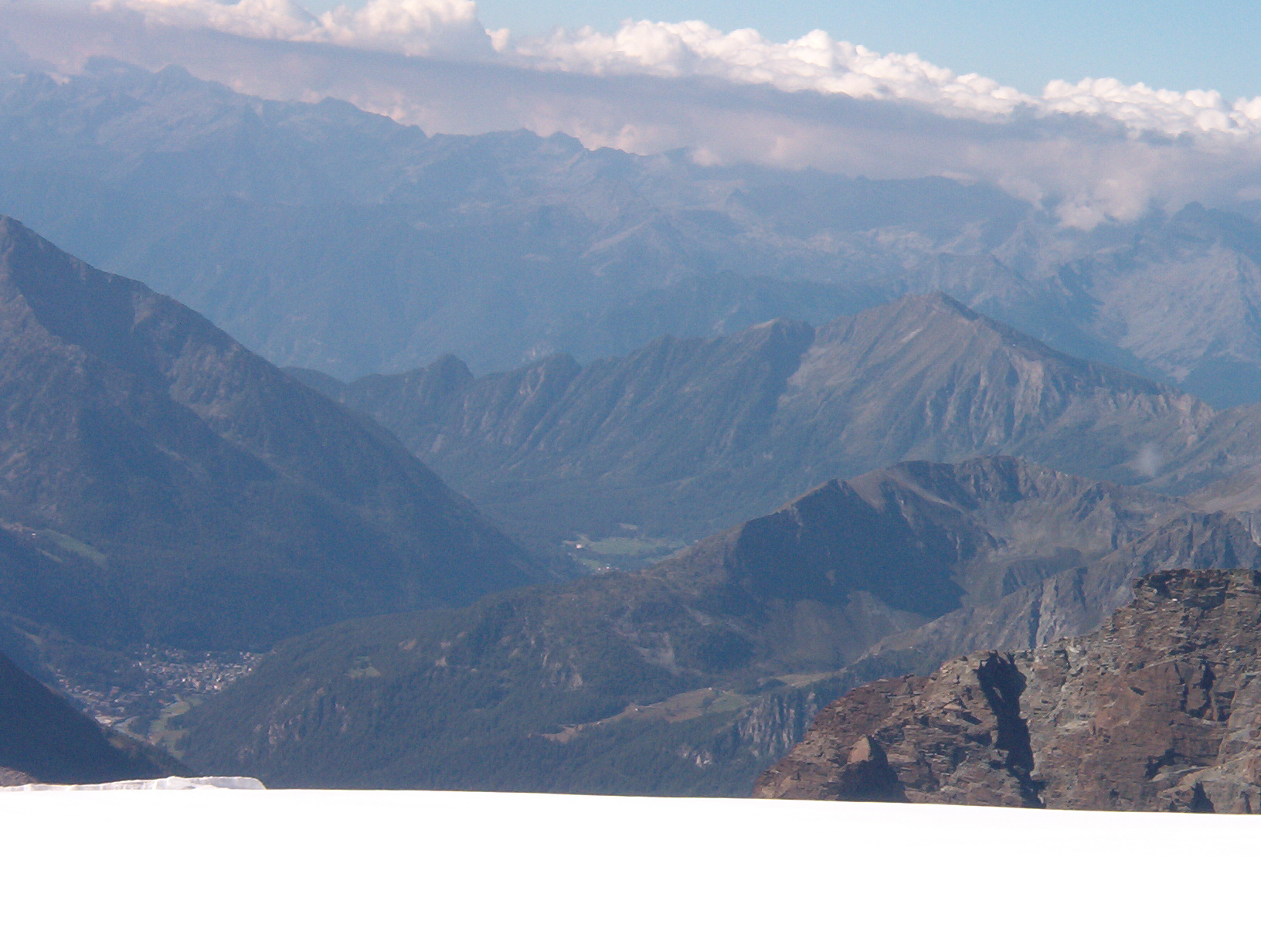
Vue du val d'Ayas depuis le Grand glacier de Verraz.

Les cols reliant ce val aux vallées adjacentes sont :
- col Tzecore (en allemand, Kern Horn) - 1 607 mètres, vers Émarèse et la vallée centrale ;
- col de Joux - 1 640 mètres, vers Saint-Vincent et la vallée centrale ;
- col de la Ranzola (ou Arescoll, dans le patois gressonard) - 2 170 mètres, vers la vallée du Lys ;
- col Dondeuil (ou col des Munes, en töitschu Mühnu Vurku) - 2 338 mètres, vers la vallée du Lys ;
- col Chasten (ou col Bouquiet) - 2 549 mètres, vers la vallée du Lys ;
- col du Bätt (ou Bettaforcaz) - 2 672 mètres, vers la vallée du Lys ;
- col Pinter (ou Péntecoll, dans le patois gressonard) - 2 776 mètres, vers la vallée du Lys ;
- col supérieur des Cimes blanches - 2 982 mètres, vers le Valtournenche ;
- col Schwarztor (ou col Porte Noire) - 3 741 mètres, vers la vallée de Zermatt ;
- col du Rothorn (ou col de la Tête Rouge, en langue walser Salerfòrkò) - 2 687 mètres, vers la vallée du Lys ;
- col de Valfroide (ou Valdierfòrkò, en alémanique de Gressoney) - 2 805 mètres, vers la vallée du Lys, utilisé surtout pour rejoindre les refuges Alpenzu et Arp.

## Culture
La culture walser a intéressé cette vallée lors des migrations des Walsers vers la vallée centrale de la Doire Baltée. On suppose que ce peuple parvint à s'établir jusqu'aux communes de Champdepraz (où nous trouvons aujourd'hui le toponyme Gettaz des Allemands) et d'Arnad. En particulier les environs du hameau Saint-Jacques d'Ayas, jouxtant au Valais, sont appelés par les ayassins Canton des Allemands. Toutefois, au cours du XIXe siècle le parler walser a disparu, dépassé par le patois francoprovençal.

## Tourisme

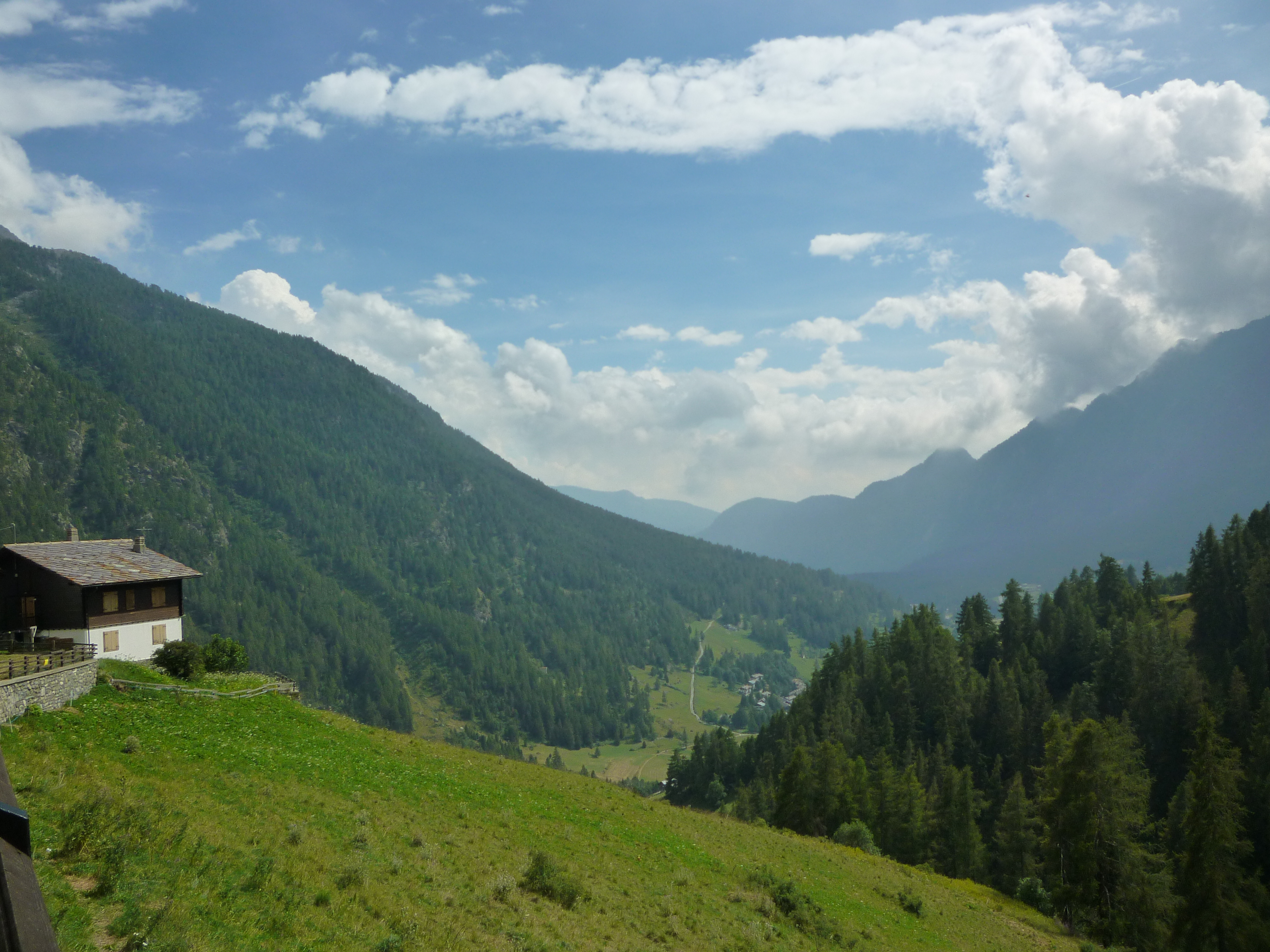
Panorama du haut val d'Ayas du hameau Bisous (Ayas).

Le centre touristique le plus important est Champoluc, un hameau d'Ayas.

### Randonnées
Les refuges présents dans cette vallée sont :
- refuge Guides d'Ayas - 3 425 mètres ;
- refuge Ottorino Mezzalama - 3 004 mètres ;
- refuge Grand Tournalin - 2 534 mètres ;
- refuge Arp - 2 400 mètres ;
- refuge Ferraro - 2 090 mètres ;
- refuge Guides Frachey - 2 066 mètres ;
- refuge Vieux Crest - 1 985 mètres ;
- bivouac Rossi et Volante - 3 750 mètres.

## Personnalités célèbres
- L'abbé Amé Gorret, qui vécut au hameau Saint-Jacques d'Ayas vers la fin du XIXe siècle.
- Louis de Jyaryot - auteur, compositeur, chansonnier en patois valdôtain, originaire de Brusson.
- Auguste Rollandin, homme politique valdôtain, originaire de Brusson, plusieurs fois président de la région autonome Vallée d'Aoste.